# Großsteingrab Svedstrup By
Das Großsteingrab Svedstrup By war eine megalithische Grabanlage der jungsteinzeitlichen Nordgruppe der Trichterbecherkultur im Kirchspiel Ølstykke in der dänischen Kommune Egedal. Es wurde im 19. oder frühen 20. Jahrhundert zerstört.

## Lage
Das Grab lag in Værebro an der Stelle eines heutigen Gebäudes östlich des Roskildevej. In der näheren Umgebung gibt bzw. gab es zahlreiche weitere megalithische Grabanlagen.

## Forschungsgeschichte
Im Jahr 1875 führten Mitarbeiter des Dänischen Nationalmuseums eine Dokumentation der Fundstelle durch. Zu dieser Zeit war die Anlage nur noch in Resten erhalten. Bei einer weiteren Dokumentation im Jahr 1942 waren keine baulichen Überreste mehr auszumachen.

## Beschreibung
Die Anlage besaß eine nord-südlich orientierte rechteckige Hügelschüttung, die 1875 noch auf einer Länge von 25 m erhalten war. Die Breite betrug 6 m und die erhaltene Höhe des Hügels etwa 0,9 m. Von der Umfassung waren noch 16 Steine an der östlichen Langseite erhalten. An der westlichen Langseite stand noch eine ungenannte Zahl von Steinen, die meisten fehlten aber bereits.
In der Mitte des Hügels befand sich eine Grabkammer, die wohl als Dolmen anzusprechen ist. 1875 waren nur noch zwei Wandsteine erhalten. Zu den Maßen und der Orientierung der Kammer liegen keine Angaben vor.